# Duinmostrechtertje
Het duinmostrechtertje (Arrhenia lilacinicolor) is een schimmel behoren tot de familie Hygrophoraceae. Het leeft in droog duingrasland tussen mos, vooral duinsterretje.

## Kenmerken

### Uiterlijke kenmerken
Hoed
De hoed heeft een diameter van 6 tot 25 mm. Het is gewelfd met omgebogen rand en verhoogd centrum. Naarmate het vruchtlichaam ouder wordt, wordt deze vlakker, hygrofaan, veelvuldig doorschijnend gestreept. De kleur is oker tot roze-oker in droge toestand en rossig bruin tot honingkleurig in vochtige omstandigheden.
Lamellen
De plaatjes zijn aflopend, vrij wijd uiteen en iets verdikt. De lamelsnede is af en toe gewimperd. De kleur is bleek oker tot izabeloker.
Steel
De vlakke steel is 7 tot 25 mm lang en 0,5 tot 2,5 mm dik. De kleur is iets lichter dan hoed, bleek oker bruin. Het heeft een witte wollige voet.
Geur en smaak
Zonder betekenis

### Microscopische kenmerken
De sporen zijn vrijwel bolvormig tot breed ellipsvormig, met stompe tot scherpe basis en meten 6,5-8,5(9,0) × 5-7 µm (Q-getal is 1,1 tot 1,4 en Q-avg is 1,1 tot 1,3). Er zijn geen cystiden aanwezig. De basidia zijn 4-sporig en meten 24-35 × 7-9 µm.

## Verspreiding
In Nederland komt het vrij algemeen voor. Met name aan de kust in de grijze duinen komt het vaker voor dan in de rest van het land. Het is niet bedreigd en staat niet op de rode lijst.